# Ranter
Los ranters fueron los miembros de una secta radical inglesa que prosperó en la época de la Commonwealth en el siglo XVII, considerados heréticos por la iglesia establecida. 
Su pensamiento se basaba fundamentalmente en la idea panteísta de que Dios está esencialmente en toda criatura; esto los llevó a negar la autoridad del clero, de las Escrituras, y del ministerio eclesiástico, animando a escuchar a Jesucristo, dentro de cada persona. Muchos ranters rechazaban la creencia en la inmortalidad y en un Dios personal. Fueron considerados desde la autoridad, por sus ideas y sus actos, como una amenaza genuina al orden social. Eran acusados de antinomismo, fanatismo, e inmoralidad sexual. 
Algunos de sus líderes fueron John Robin, Laurence Clarkson y Abiezer Coppe. 

## En la cultura popular
Se los cita en Venus Prime II de Arthur C. Clarke